# Platysenta abstemia
Platysenta abstemia är en fjärilsart som beskrevs av Achille Guenée 1852. Platysenta abstemia ingår i släktet Platysenta och familjen nattflyn. Inga underarter finns listade i Catalogue of Life.